# Sophiothrips vorticosus
Sophiothrips vorticosus är en insektsart som beskrevs av Ian A. Hood 1954. Sophiothrips vorticosus ingår i släktet Sophiothrips och familjen rörtripsar. Inga underarter finns listade i Catalogue of Life.